# Didier Méhu
Pour les articles homonymes, voir Méhu.
Didier Méhu est un historien français spécialiste du Moyen Âge.

## Biographie
Au cours de ses études à l'université Lumière Lyon 2, Didier Méhu s'intéressa particulièrement à l'abbaye de Cluny, à laquelle il a consacré sa thèse de doctorat soutenue en 1999 (sous la direction de Jacques Chiffoleau). Il est, depuis 2001, professeur d’histoire et d’histoire de l’art du Moyen Âge à l'Université Laval, à Québec. Depuis septembre 2024, il est enseignant-chercheur à l'Université Lumière-Lyon-II. Il consacre ses recherches à l’histoire sociale du Moyen Âge, avec un regard particulier sur l’articulation entre les représentations mentales et l’organisation concrète des rapports sociaux.

## Publications
- 2012 : Pourquoi étudier le Moyen Âge ? Les médiévistes face aux usages sociaux du passé, , dir. D. Méhu, Paris : Publications de la Sorbonne, collection "Histoire ancienne et médiévale" (114), 260 p.
- 2008 : Mises en scène et mémoires et de la consécration de l’église dans l’Occident médiéval, dir. D. Méhu, Turnhout : Brepols (Collection d’études médiévales de Nice, 7), 2008, 400 p.
- 2003 : Gratia Dei. Les chemins du Moyen Âge, Montréal : Fides, 2003, 224 p. Ouvrage traduit en anglais et en allemand.
- 2001 : Paix et communautés autour de l'abbaye de Cluny (Xe – XVe siècle), Lyon : Presses universitaires, 2001 (collection d’Histoire et d’archéologie médiévales, 9), 636 p. Ouvrage réédité par les Presses universitaires de Lyon en 2010.
- 1999 : Saint-Martin-la-Porte et ses seigneurs à la fin du Moyen Age (XIIIe – XVIe siècle), Saint-Jean-de-Maurienne : Salomon, 56 p.